# Wrapper (Software)
Als Wrapper (englisch für „Verpackung“ oder „Umschlag“) oder Adapter (vom lateinischen für „Anpassung“), auch „Schnittstelle“ genannt, wird in der Informationstechnik ein Stück Software bezeichnet, welches ein anderes Stück Software umgibt. Dies kann sich sowohl auf ganze Programme als auch nur auf einzelne Programmteile bis -klassen beziehen. Die „Umhüllung“ kann sowohl visueller als auch technischer Natur sein.
Wrapper werden aus unterschiedlichen Gründen eingesetzt, zumeist sind das Kompatibilitäts-, Sicherheits- oder architektonische Gründe. Beispielsweise sind Wrapper behilflich, wenn Programmteile einer anderen Programmiersprache verwendet werden sollen, oder auch um den Zugriff auf bestimmte Programmteile einzuschränken (da das Programm so nur innerhalb des Wrappers läuft).

## Beispiele
TCP-Wrapper
Das Hintergrundprogramm inetd eines unixartigen Computers verarbeitet als TCP-Wrapper eingehende Verbindungsanfragen. Der angeforderte Netzwerkdienst wird dann der Konfiguration entsprechend gestattet oder verweigert.
Java Database Connectivity (JDBC)
JDBC ist eine Datenbankschnittstelle der Java-Plattform, die eine einheitliche Schnittstelle zu Datenbanken verschiedener Hersteller bietet. Sie greift intern auf die spezifischen Implementierungen der Hersteller zu, nach außen bietet sie allerdings nur eine allgemeine Funktionalität einer Datenbankschnittstelle an. Sie fungiert somit als Wrapper für den Zugriff auf Datenbanken.
Glide Wrapper
Glide Wrapper sind Emulatoren der Voodoo-Graphics-Grafikkarten und der Glide-Bibliothek, welche als Wrapper zu anderer 3D-Hardware und der Beschleuniger-API DirectX agieren.
GL-Wrapper
Die GL-Wrapper indirectx von Feral Interactive, togl von der Valve Corporation sowie eON von Virtual Programming werden zur Portierung von DirectX-Computerspielen zu OpenGL verwendet.

## Wrapper als Entwurfsmuster
Die objektorientierte Programmierung kennt die Entwurfsmuster Adapter und Dekorator, die beide als Wrapper bezeichnet werden.
Das Adapter Entwurfsmuster wird zum Verhüllen von zueinander inkompatiblen Klassenschnittstellen benutzt. Es wird aber auch, neben dem Entwurfsmuster Fassade, oft für die Implementierung von Wrappern für ganze Programmteile oder fremde Programme verwendet.
Ein Dekorator wird dazu verwendet, eine Klasse um zusätzliche Funktionalitäten zu erweitern. Objekte einer Klasse werden dabei von Dekorierern umhüllt. Neue Funktionalitäten werden im Dekorierer implementiert und alte Funktionalitäten werden zu dem umhüllten Objekt delegiert.